# Heimo Pfeifenberger
Heimo Pfeifenberger (Zederhaus, 1966. december 29. –) osztrák válogatott labdarúgó, edző.
Az osztrák válogatott tagjaként részt vett az 1990-es és az 1998-as világbajnokságon.

## Sikerei, díjai
Salzburg
- Osztrák bajnok (3): 1993–94, 1994–95, 2010–11
- Osztrák szuperkupa (2): 1994, 1995

Rapid Wien
- Osztrák szuperkupa (1): 1988

Egyéni
- Az osztrák bajnokság gólkirálya (1): 1993–94 (14 gól)